# Германівка (Обухівський район)
Германі́вка — село в Україні, в Обухівському районі Київської області. Відстань до райцентру (Обухова) становить близько 22 км і частково проходить автошляхом Н01. Розташоване в мальовничій долині річки Красна. За радянської влади носило назву Красне-2 (1946–1987).

## Історія

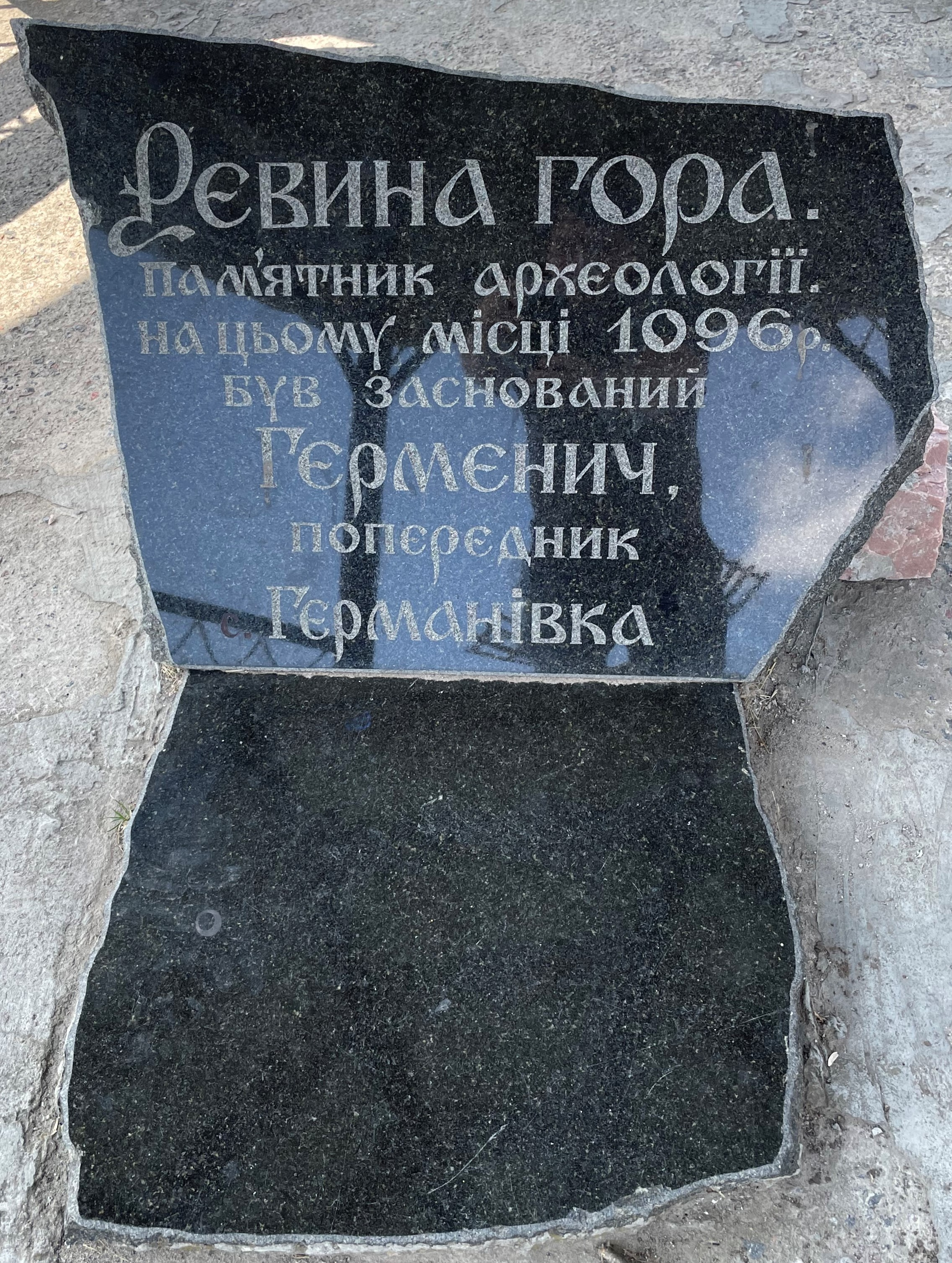
Знак на згадку про місто Герменич - легендарного попередника Германівки

На околиці Германівки, на Ревиній горі, досліджено два кургани часів білогрудівської культури (XII–VIII ст. до н. е.).

### Середньовіччя
Єдиної версії про дату заснування Германівки та походження її назви немає. Втім, у літописах ще з кінця Х століття часто згадується укріплене поселення на річці Красній під назвою Германич (Германеч). На цій же річці було розташоване стародавнє руське місто Красн (Красне), що було зведене як один з південних оборонних пунктів Києва від кочових народів. Городи Красн і Германич, на думку деяких дослідників, — це один і той же населений пункт, який заснував київський князь Володимир Великий на так званих «змієвих валах» південніше Києва. У Повісті врем'яних літ під 1096 роком написано:
|  | ... прийшов удруге хан Боняк безбожний шолудивий хижак … спалив монастир, і села, і Герменич… |

На території села досліджене городище давньоруського города (розкопки проводилися у 1994 і 1996 роках), де знайдено кераміку XII–XIII століть та інші пам'ятки, які свідчать, що в цей період тут було значне обжите фортифіковане місто. Його назву археологи пов'язують з літописним містом Красн. З 1165 і приблизно до 1167 року міста Красн і Василев (теж розташовувався на річці Красній) були окремим уділом князя-ізгоя Романа Михайловича, що був внуком київського князя Вячеслава Володимировича. Уділ був наданий князем Ростиславом Мстиславичем, який тоді правив у Києві.

### Новий час

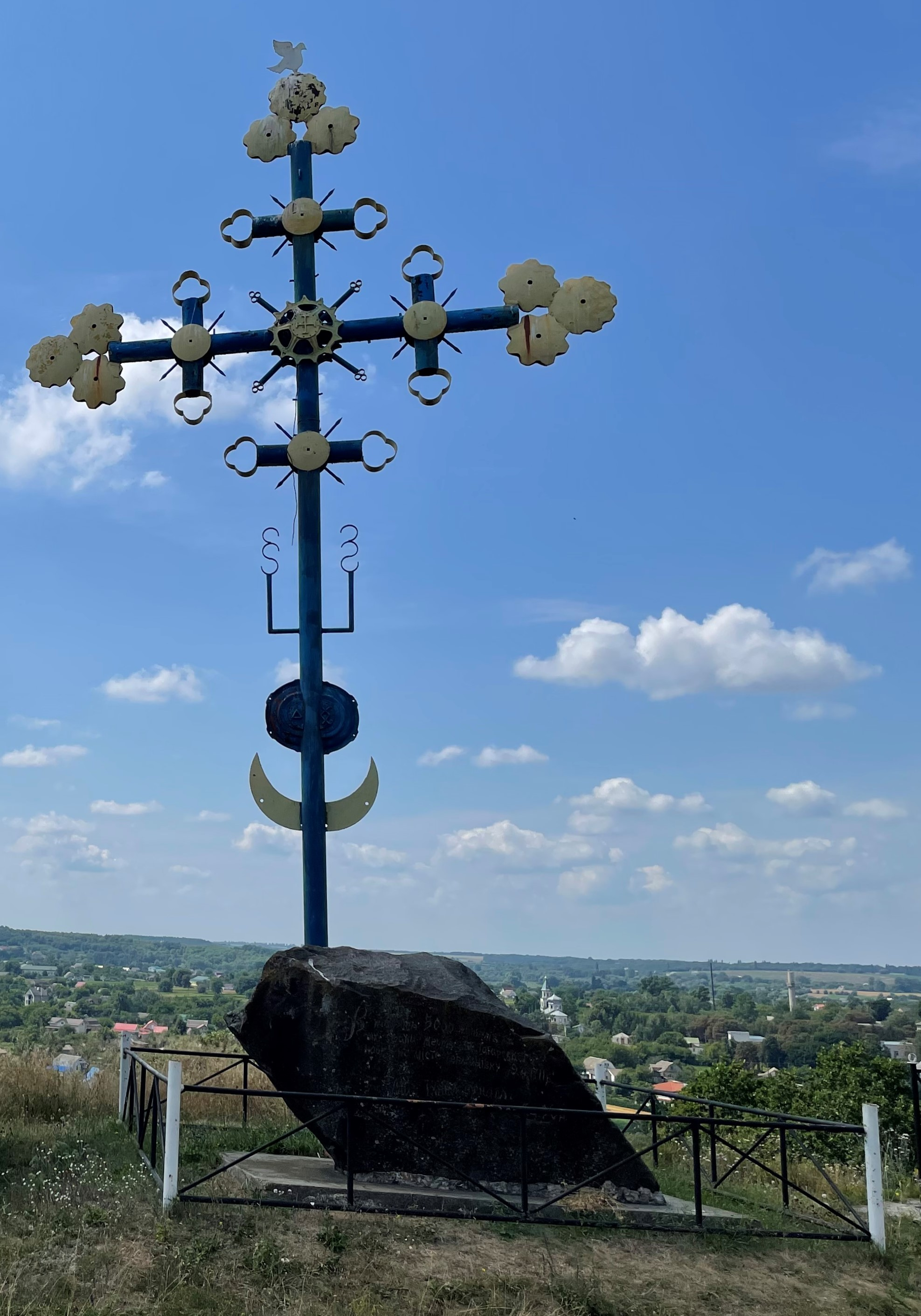
Хрест в пам'ять про жителів Германівки, поневолених татарами

Пам'ятний хрест на місці поховання полковників Степана Сулими та Прокопа Верещака

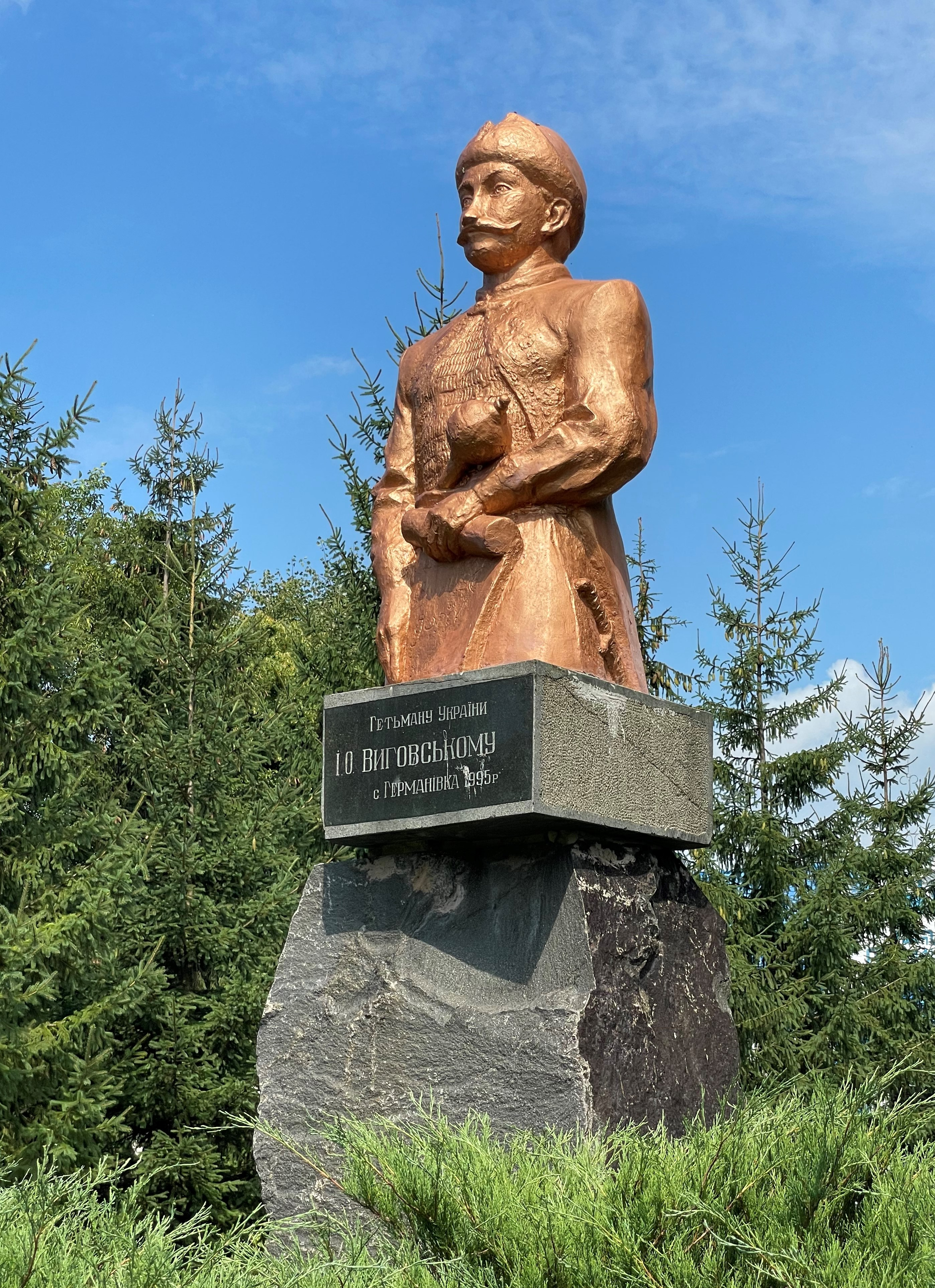
Пам'ятник гетьману Івану Виговському

Перші достеменні писемні згадки про Германівку датовані XVI століттям. Вона згадується у 1580-их роках як належність до Лукавиці (Обухівського ключа). 1580 року Лукавицю — з Обуховом, Германівкою, Перегонівкою, Василевом, Деремезною — купив у Петра Дорогостайського-дядька білоцерківський староста Іван-Януш Острозький. 1595 року І.-Я. Острозький називає Германівку з довкіллям окремим староством. Заснувавши велике староство Василівське, Острозький прилучив до нього і Германівку. 1598 року Павло Дорогостайський відсудив у І.-Я. Острозького «Обухівський ключ», у тому числі й Германівку. 1618 року Германівка належала зятеві Дорогостайського — белзькому каштелянові Анджею Фірлею. 1631 року Фірлей тримав у ній 30 димів (осель). Германівка тоді вже мала статус містечка.
Великої шкоди завдали містечку татарські набіги. 1640 року татари спалили Германівку. Від Анджея Фірлея Обухівський ключ дістався його сестрі Анні — дружині графа Казимира Тарновського. Тарновські тримали Германівку у складі «Василівського ключа». Під час Хмельниччини Германівка стає сотенним містечком. У 1649 році в ній створюється козацька сотня (сотник Іван Чернушенко), яка увійшла до Білоцерківського полку (полковник Іван Гиря). Сотня налічувала 99 козаків. Одна з доленосних битв відбулася на германівських полях у серпні-вересні 1651 року. Після Битви під Берестечком польські гетьмани Микола Потоцький і Мартин Калиновський стали табором у Германівці, де до них приєднався литовський гетьман Януш Радзивілл. Богдан Хмельницький отаборився неподалік Перегонівки. Бої, що точилися тут понад три тижні, завершилися підписанням Білоцерківського трактату.
У січні 1654 року до Германівської сотні було записано 126 осіб козацького стану. Крім того, у Германівці було 73 міщанських двори. Містечко було обнесене земляним валом, у якому була проїзна дерев'яна вежа. У містечку розташовувалася соборна церква Святого Миколая Чудотворця. 1656 року Обухівський маєток стає ранговим і тоді ж «пустые местечка Германовка и Обуховка» надалися «на ранг» київському полковнику Антіну Ждановичу.
За гетьманування Івана Виговського, 11 вересня 1659 року, у містечку Германівці було скликано козацьку Чорну раду, на яку прибули два ворогуючі табори — І. Виговського та Івана Сірка з Юрієм Хмельницьким. В результаті суперечок між таборами, Чорна рада перетворилася в міжусобну битву, у якій загинули полковники-дипломати Прокіп Верещака і Степан Сулима. На цій Чорній раді Виговського було скинуто з гетьманства, що поклало початок періоду загального державного занепаду та кровопролитних воєн на території України, що відомий під назвою Руїна.
Під час Руїни Германівка дуже постраждала і була спустошеною, в описі Київського округу за 28 липня 1686 року значиться: «селище Деремезна пусте серед степу коло криничок. А від того селища Деремезни вниз р. Красною до Дніпра пусті місця; пусте містечко Германівка, а під тим містечком слобідки: Гусачівка, Григорівка, Козіївка, Красненька, Германівка, а тим містечком Германівкою [формально] володів шляхтич Березовський…».
Сепаратною Андрусівською угодою (1667) та Вічним миром (1686) Московське царство та Річ Посполита поділили Україну по Дніпру, Київ з околицями відійшов московитам, а Германівка офіційно стала прикордонною територією Польщі. Втім, місцеві селяни не погодилися з цим і не допускали на свої землі панів та представників польської влади, за що шляхта називала їх «збуйцями» (розбійниками). 1704 року, за гетьмана Івана Мазепи, обухівське помістя із селами Нещеровом і Копачевом одержав «на ранг» київський полковник Костянтин Мокієвський, двоюрідний брат матері Мазепи. Після полтавської катастрофи вся власність прибічників Мазепи конфісковувалася указом Петра І, а їх маєтки передавалися новим власникам. Вже того ж 1708 року село Обухів з околицею цар «пожалував» київському коменданту Герсичу.
У 1711 році частина колишніх мазепинських володінь в Обухові, Нещерові, Копачеві перейшли у володіння київського воєводи Дмитра Голіцина, племінника Петра І. 1708 року указом Петра І на території, що охоплювала всю Гетьманщину, була утворена Київська губернія, а воєвода Дмитро Голіцин став першим київським губернатором, який фактично володів Германівкою і навколишніми селами, хоч де-юре це була територія іншої держави (Польщі).
Втім, вже того ж року Петро І був вщент розбитий турками на річці Прут і сам потрапив в полон, де був змушений підписати принизливе перемир'я, в якому, серед іншого, відмовлявся від зазіхань на Правобережну Україну, яку тільки тепер Польща опанувала повністю. Указом Петра І польсько-російський кордон, що пролягав територією Київського полку, облаштовувався редутами, караулами, ровами, валами і гербованими верстовими стовпами. На території Обухівського району стояло 32 таких стовпи.
Відтоді на кордоні ніколи не було спокійно, бо селяни Гусачівки, Григорівки, Матяшівки були «поляками», а сусіди з Красного, Долини, Козіївки — «росіянами». У Копачеві, на річці Стугні, один млин був «польським», а поряд другий — «російським»; і сам Копачів знаходився в Польщі, а Копачівська Слобода — в Росії. Тому ще понад сто років між жителями навколишніх сіл були напружені відносини.
1724 року Германівка стає центром окремого Германівського староства, посідачами якого були графи Францішек і Каєтан Тарновський. Тут мав свою резиденцію Ян-Яцек Амор Тарновський. Потім староством володів інфлянтський каштелян, граф Ян Мір і його вдова Маріанна Мірова (з Тарновських). Під час Коліївщини (1768 року) через Германівку проходив повстанський отаман Микита Швачка.
Єдиним відомим нині документальним джерелом, де згадується давній герб містечка, є рукописний гербовник польсько-українського геральдиста кінця ХІХ століття Болеслава Стажинського (Ягеллонська бібліотека в Кракові. — Відділ рукописів. — Документ № 7017 ІІІ. — Арк. 130 зв.): у ньому (імовірно, за давнішою печаткою) подається наступне зображення герба — на блакитному тлі золоте колесо з вісьмома спицями.
За ревізією 1795 року в Германівці було 119 дворів селян-кріпаків, у яких проживало 544 особи чоловічої статі і 530 осіб жіночої. Таким чином, у Германівці станом на 1795 рік проживало 1074 особи, що були закріплені за поміщиком. Після Третього поділу Польщі (1796 року) Германівська королівщина стала державним володінням (Російської імперії), а 1812 року її продано колезькому радникові Каєтану Миколайовичу Проскурі (Сущанському). Невдовзі вдова Проскури Тереза поділила Германівський маєстат на 6 маєтків. У 1866 році Германівка стає центром Германівської волості, до якої ввійшли; одне містечко, 4 села, 5 «деревень», 3 хутори і «єврейська колонія». Після скасування кріпосного права (1861 рік) у Германівці почало посилено розвиватись млинарство — тут було 6 вітряків та 2 великих водяних млинів. Інтенсивно розвивалося цукроваріння. У 1879 році було збудовано нову муровану Миколаївську церкву.
Германівка згадується Похилевичем Лаврентієм в його Сказанні про населені місцевості Київської губернії, що вийшла друком у 1864. Згідно зібраної статистики, у містечку було «жителей обоего пола в 295 дворах; православных 1584, римских католиков 28, евреев 442».
На початку XX століття Германівка славилася своїми ярмарками. У 1909 році тут проводилось 13 ярмарків. В 1914 році для вивозу цукру до Києва починається будівництво вузькоколійної залізниці до станції Київ-Волинський (Пост-Волинський). Утім, будівництво не завершилося через початок Першої світової війни.

## Єврейська колонія

Стела в пам'ять євреїв, загиблих під час погрому 28 серпня 1919 р.

Станом на липень 1919 року населення єврейської колонії Германівка складало 866 осіб. 28-31 серпня і 15-18 вересня 1919 року у Германівці відбулися жорстокі погроми і масові вбивства євреїв, головним організатором яких називають отамана Дьяківа Саву. Вважається, що жертвами першого погрому стали 120-150 людей, включаючи жінок і дітей, кількість жертв другої різні оцінюється в декілька десятків осіб, серед яких було багато підлітків. В матеріалах Червоного Хреста зберігаються свідчення Іони Мордкова-Берченко про цей погром [Архівовано 3 серпня 2020 у Wayback Machine.]. В пам'ять євреїв, загиблих під час погрому, встановлено пам'ятник на Ревиній горі 28 серпня 2012 р.

### Новітня історія

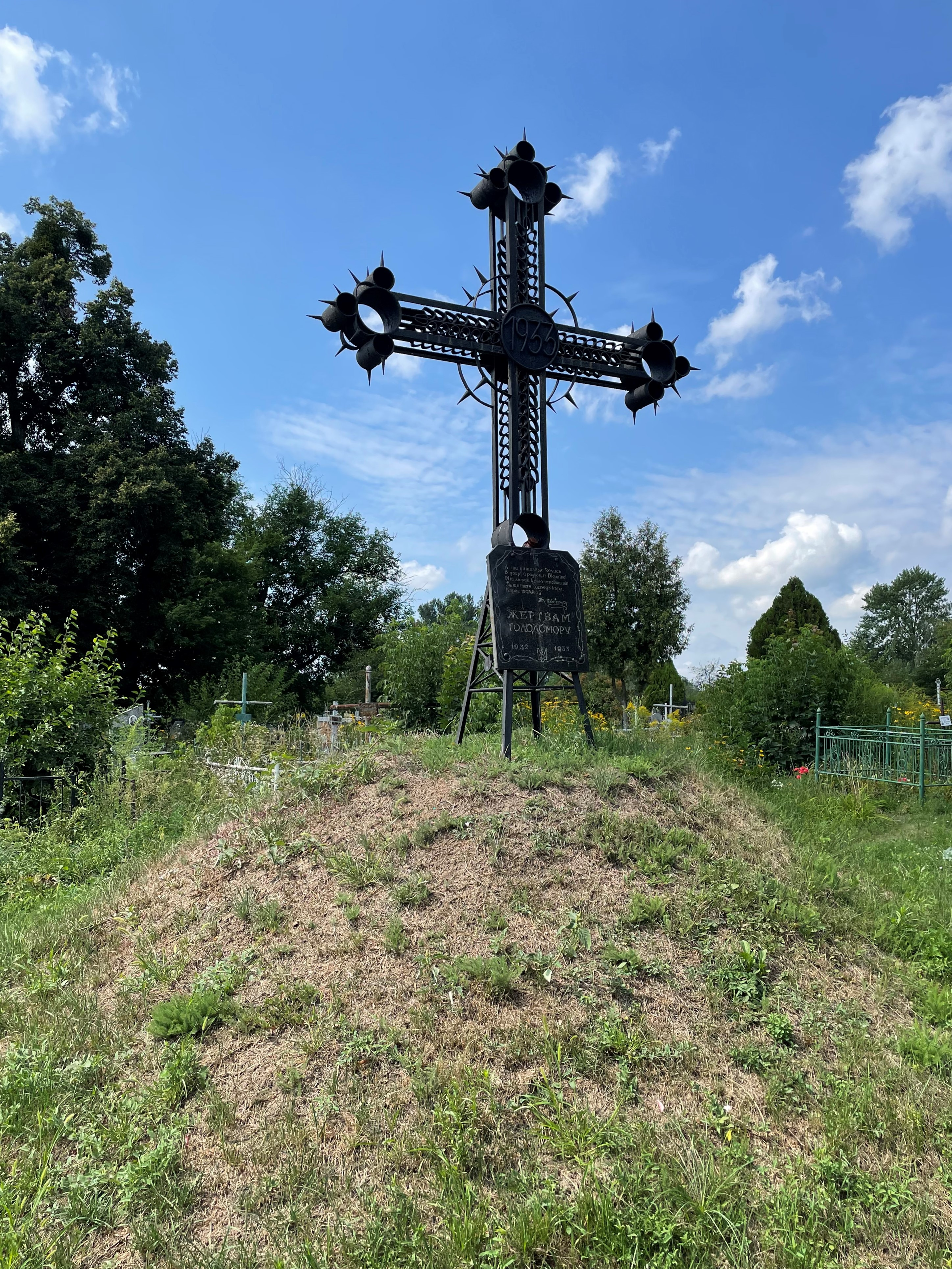
Хрест пам'яті жертв Голодомору 1932-1933 років

Під час Радянсько-української війни (1917-1921) на території Германівської волості діяли повстанські загони отамана Зеленого, їх підтримували селяни Германівського довкілля. 
1923 року Германівка стає центром новоствореного Германівського району. Район проіснував 5 років, і в 1928 році містечко і села цього району увійшли до складу Обухівського району. В 1930 році у Германівці організувалося 3 колгоспи; «Комсомол», «Хлібороб» і «13-річчя Жовтня». Під час Голодомору 1932—1933 років голодною смертю в Германівці померло понад 400 громадян.
Під час Німецько-радянської війни, восени 1941 року, через Германівку пролягла лінія оборони, бої на якій точилися два місяці. В цих боях загинуло 625 радянських воїнів. Їх поховали у селі у трьох братських могилах. З ратного поля не повернулося 258 германівців, серед них — легендарна сестра милосердя Олена Борисівна Ковальчук.

## Пам'ятники, пам'ятки, історичні місця

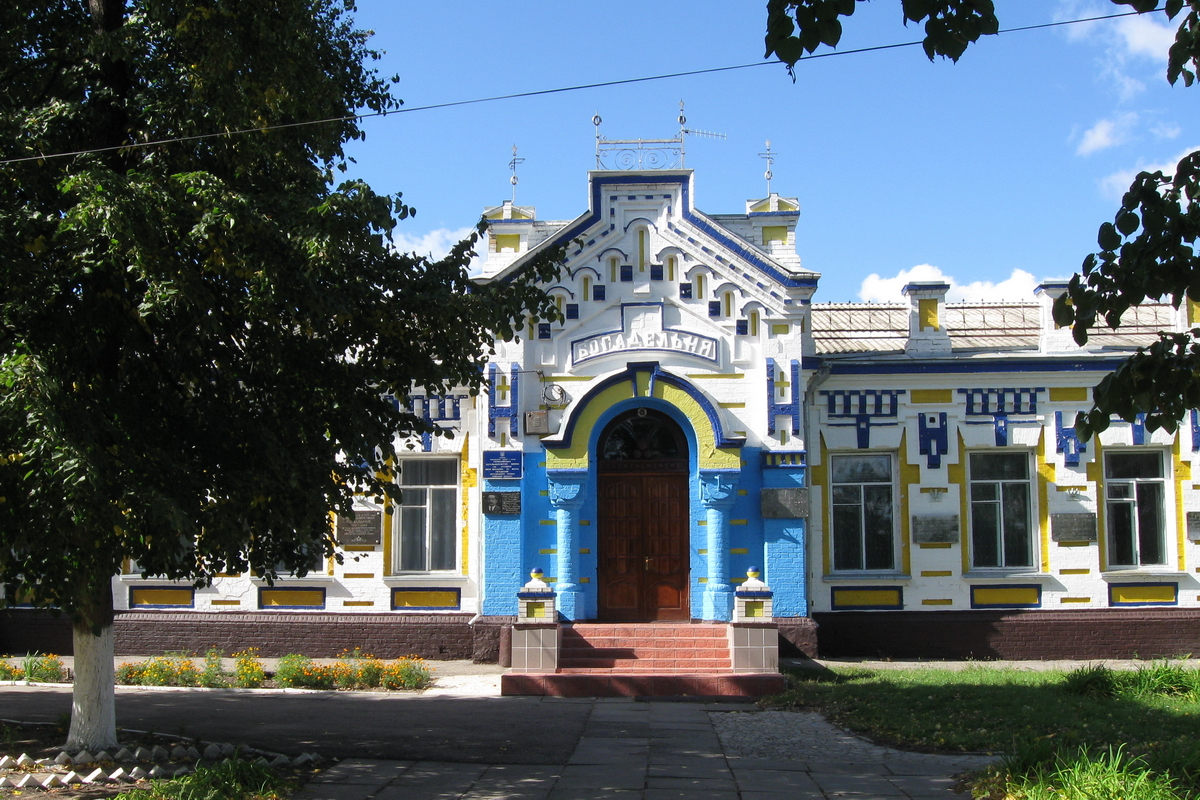
Германівська школа

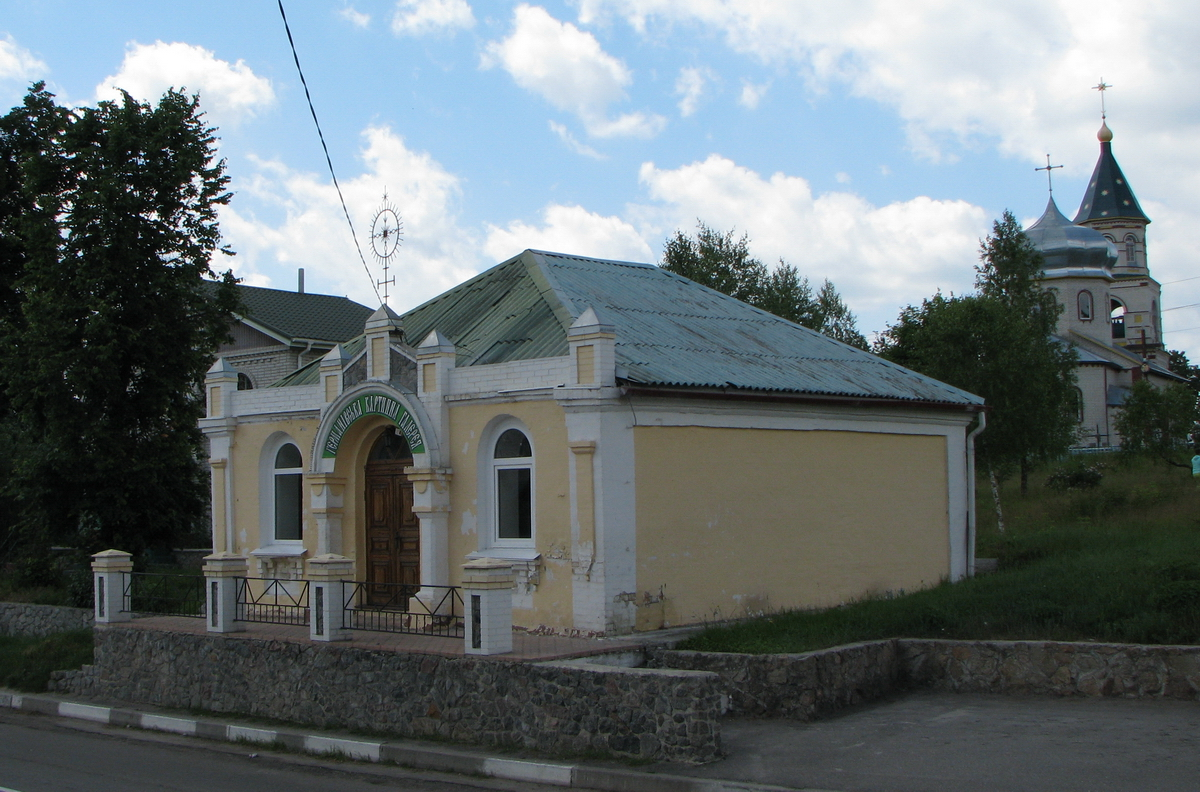
Германівська картинна галерея

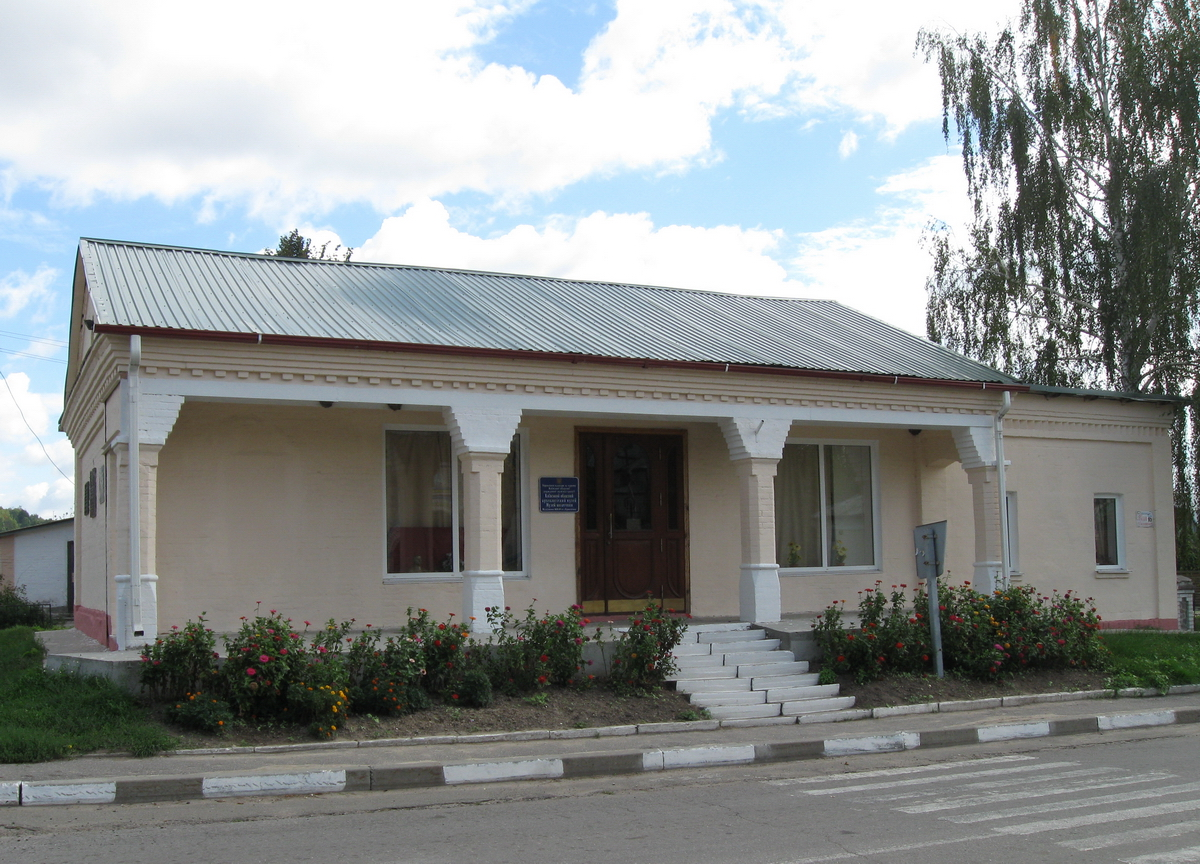
Музей козаччини

Пам'ятник «Колесо часу»

Богодільня, збудована на кошти поміщиків Севрюків із сусіднього села Сущана, відкрита у 1908 р. для «одиноких престарелых дев благородного происхождения» архітектор В. М. Ніколаєв. Нині в цьому приміщенні діє загальноосвітня школа.
Германівська картинна галерея. Приміщення, у якому знаходиться германівська картинна галерея, збудоване в 1902 р. як магазин. Картинна галерея розміщена в одній залі. В ній виставлені роботи художників, життя яких пов'язане з Германівкою, а також художні вироби жителів.
Двохкласне училище, побудоване у 1883 р. архітектором В. М. Ніколаєвим. Нині районна гімназія, на території якої встановлено перший в Україні пам'ятник гетьману Івану Виговському.
Музей козаччини міститься у приміщенні, збудованому у 1904 р., як мануфактурна лавка. Музей козаччини висвітлює історичні та суспільно-політичні процеси розвитку села Германівка в контексті загальної історії України через археологічні та етнографічні старожитності від доби бронзи до сьогодення. Музей поділений на два зали. У першому залі виставлені експонати від доби бронзи до кінця XIX ст., у другому залі — експонати початку XX ст.
Пам'ятник хрест-оберіг Германівки (с. Германівка). Хрест-оберіг встановлено на правому березі р. Красної на висоті 187,5 м над рівнем моря (Ревина гора) біля пам'ятного знаку жертвам яничарського набігу на містечко Германівку 7 квітня 1711 р.
Стела в пам'ять євреїв, загиблих під час погрому 28 серпня 1919 р. Встановлена на Ревиній горі 28 серпня 2012 р.
Пам'ятник «Колесо часу» 1996 р. (с. Германівка). Встановлений на честь 900-ліття Германівки. Скульптор Володимир Кузнецов.
Поблизу села проходить одне із відгалужень Змієвих валів.

## Освіта. Медицина. Торгівля
- У селі діють Германівський ліцей імені братів Гетьманів, та школа мистецтв. Функціонує сільська бібліотека та спортивний зал.
- На території Германівки розташована лікарня.
- Кожної п'ятниці проводиться ярмарок, що розташовується у центрі села.

## Відомі люди
- Народився Коваленко Леонід Миколайович (1922–1983) — український літературознавець, літературний критик, кандидат філологічних наук (1954).
- Померла Дніпрова Чайка (*1 листопада 1861 — †13 березня 1927) — українська письменниця та поетеса.
- Народився Мерщій Петро Пилипович (23 січня 1877 — 1930) — депутат IV Державної Думи Російської імперії від Київської губернії.
- Народився Івановський Ігнатій Олександрович — український та російський юрист (державознавець та міжнародник), професор, завідувач кафедри міжнародного права Новоросійського університету у 1884—1896 роках. Був деканом юридичного факультету Санкт-Петербурзького університету у 1904—1905 та 1918 роках.
- Народився Ковтун Михайло Фотійович (1937—2020) — український біолог, професор, доктор біологічних наук.
- Народився Овсієнко Сергій Адамович (1953—2016) — український математик, алгебраїст.
- Народився Степаненко Федір Васильович — старший лейтенант Збройних сил України, учасник російсько-української війни 2014 року.
- похований Батурін Олександр Валентинович (1983—2015) — солдат Збройних сил України, учасник російсько-української війни 2014—2017.
- Народився Михайлюк Андрій Семенович (1911-1937) — український радянський поет, перекладач Розстріляного відродження.

### Голови Германівської сільради
- Шафаренко Трохим Іванович 1919—1925
- Войтенко Арсеній Дмитрович 1921
- Полегенький Антон Петрович 1925—1930
- Шрамченко Петро Павлович 1932—1934
- Терещенко Андрій Наумович 1935—1941
- Кухаренко Степанида Петрівна 1941—1943
- Кошман Іван Іванович 1946—1948
- Трохименко Василь Павлович 1946
- Джулай Олександр Андрійович 1946
- Пелих Іван Маркович 1948
- Топчій Іван Степанович 1949
- Пелих Олександр Тимофійович 1953
- Шеремет Антон Данилович 1955—1969
- Полегенький Іван Антонович 1969—1977
- Лозенко Валентина Петрівна 1977—1990
- Козлов Іван Панасович 1990—1994
- Шафаренко Анатолій Миколайович 1994—2010
- Йолкіна Людмила Володимирівна 2010

### Священики, які служили у церкві св. Миколая, м-ка Германівка
- Даміан Делятинський 1726
- Олексій Ковальський 1748—1809
- Григорій Кохановський 1805-1808
- Григорій Скарженовський 1809—1810
- Єлисей Семенович Григорович 1810—1860
- Іаков Федорович Мизецький  1860—1890
- Максиміліан Сільвестрович Солуха 1891—1913
- Сергій Максиміліанович Солуха 1913—1920
- Гаврило Селезень 1922—1929
- Григорій Цибульський 1929—1941
- Макарій Васильківський 1944—1957
- Микола Бедько 1958—1965
- Ісаак Монь 1989—1992
- Василь Чічак 1992—2000
- Костянтин Мадзяновський 2000—2004
- Димитрій Денис 2004

Клірові відомості, метричні книги, сповідні розписи церкви св. Миколая м-ка Германівка (приписне с. Сущани) Білоцерківської округі Київського нам., з 1797 р. Київського пов. і губ. зберігаються в ЦДІАК України.